# Давор Јовановић
Давор Јовановић (Кладово, 27. август 1988) јесте српски вокални солиста, композитор, продуцент и инжењер аудио и видео технологије.

## Биографија
Свирао је хармонику у нижој музичкој школи, али је касније прелази на гитару. Са 14 година је престао да се бави фолклором и потпуно се посветио певању са оцем као пратећи вокал, а свирао је и бас гитару и гитару у оркестру који је пратио фолклорни ансамбл.
Након средње електротехничке школе, у Београд долази из Кладова 2007. године, где наставља школовање у Средњој електротехничкој школи. Дипломирао је музичку продукцију са оценом 10, а сада је званично инжењер аудио и видео технологије.
У децембру 2011. године Давор је победио на веома популарном певачком такмичењу „Први глас Србије“. Касније је нагласио да се претходно пријавио и за "Звезде Гранда", али да је од њих одустао. Међутим, 2015. године, заједно са победницом из друге сезоне Мирном Радуловић, тужио је ТВ Прва због неиспуњавања тачака из уговора, као и због недобијања награде.
Након такмичења, Давор се у музици проналази као кантаутор и представља се својим првим званичним синглом „Ја леђа љубави нисам окренуо“.

## Лични живот
Године 2021. оженио се са својом дугогодишњом изабраницом Милицом Бунгин.

## Дискографија

### Синглови
- Ја леђа љубави нисам окренуо
- Дођи, дођи
- Замисли
- Живот

## Фестивали
Гранд фестивал:
- Замисли, 2014

Београдско пролеће:
- Живот, 2022